# Sogni infranti
Sogni infranti è un singolo di Gianluca Grignani pubblicato l'11 febbraio 2015.

## La canzone
Il brano è stato presentato da Grignani in occasione della sua partecipazione al Festival di Sanremo 2015, manifestazione nella quale si è classificato all'8º posto.

## Il video
Il video è stato pubblicato sul canale YouTube l'11 febbraio 2015.